# Pticear, Kărdjali
Pticear (în bulgară Птичар) este un sat în comuna Momcilgrad, regiunea Kărdjali, Bulgaria. 

## Demografie
Componența etnică a satului Pticear
     Turci (99,6%)
     Nicio identificare (0,39%)
     Altele (0%)
La recensământul din 2011, populația satului Pticear era de 255 locuitori. Din punct de vedere etnic, majoritatea locuitorilor (99,6%) erau turci. Pentru 0,39% din locuitori nu este cunoscută apartenența etnică.